# Lista transporterów opancerzonych Sił Obronnych Izraela
Lista transporterów opancerzonych Sił Obronnych Izraela zawiera kołowe, półgąsienicowe i gąsienicowe transportery opancerzone oraz ich modyfikacje, które znajdowały lub nadal znajdują się w służbie izraelskiej armii, począwszy od 1948 roku.

## Historia
Izraelskie wojsko podczas wojny o niepodległość Izraela zdobyło na siłach egipskich transportery Universal Carrier oraz Loyd Carrier. Egipcjanie wykorzystywali je do transportu piechoty oraz w roli ciągników artyleryjskich. Izraelczycy zdobyte pojazdy zaadaptowali natomiast na potrzeby piechoty, przemalowując je na własne barwy lub też doraźnie domalowując symbole rozpoznawcze Dowództwa Południowego (wówczas trzy pionowe strzałki). Ponadto podczas wojny Izraelczycy zakupili od Brytyjczyków kołowe transportery opancerzone M3A1 Scout Car. Wyposażano je w karabiny maszynowe MG 34, a także poddawano dalszym modyfikacjom (np. montaż opancerzonego zadaszenia) i montowano na nich dodatkowe opancerzenie.
Do pierwszych transporterów opancerzonych izraelskiego wojska zaliczały się również Halftracki. Ich zakupów w Europie dokonywali wysłannicy Hagany jeszcze przed 1948 rokiem. Jako pierwsze z Europy przybyły do Palestyny Halftracki M5 i M9 jako maszyny rolnicze. Niewystarczająca liczba czołgów sprawiła, że część transporterów była wyposażana w improwizowane wieżyczki strzelnicze z karabinami maszynowymi MG 34 lub w przeciwpancerne działa 6-funtowe. Po zakończeniu wojny Izrael nabył we Włoszech 150 sztuk zdemilitaryzowanych M14 MGMC i M15 CGMC oraz transporterów M2 wyposażonych w moździerze (pojazdy te znane były jako M4). W latach 1948–1949 kolejne sztuki nabyto we Francji, Belgii, Holandii i ze Stanów Zjednoczonych (M3, M5, M9). W 1955 roku rozpoczęto standaryzację Halftracków. W latach 60. Halftracki zostały wyposażone w wyrzutnie przeciwpancernych pocisków kierowanych (ppk) SS.11 oraz belgijską armatą Mecar kalibru 90 mm, a w latach 70. we francuskie armaty DEFA F1 kalibru 90 mm.
W trakcie kryzysu sueskiego (1956), a także podczas innych konfliktów bliskowschodnich, Izrael zdobywał transportery kołowe produkcji radzieckiej BTR-152. Poza Siłami Obronnymi Izraela transportery te używane były przez Straż Graniczną Państwa Izrael do patrolowania granic.
W 1967 roku podczas wojny sześciodniowej Izraelczycy zdobyli radzieckie transportery BTR-40 i BTR-50. Po zakończeniu wojny zapadła decyzja, iż transportery te wraz z czołgami T-54 i T-55 zostaną przyjęte do służby w Siłach Obronnych Izraela. Izraelskie wojsko zainteresowało się w szczególności zdolnością pokonywania przeszkód wodnych przez BTR-50, który został przyjęty na wyposażenie jednostek desantowych, w tym Jednostki 88.
Dopiero na przełomie lat 60. i 70. XX wieku Awraham Adan podjął starania, aby wyposażyć wojsko w nowe transportery opancerzone – M113, które miały zastąpić Halftracki. Nie oznacza to jednak, że te drugie zostały wycofane ze służby. Transportery M113 są używane w izraelskim wojsku w różnych modyfikacjach (transportery piechoty, moździerze samobieżne, wyrzutnie ppk, systemy przeciwlotnicze, wozy zabezpieczenia technicznego, transportery amunicji lub ambulanse) i z różnymi wersjami opancerzenia.
W trakcie wojny Jom Kipur (1973) Izraelczycy zdobyli transportery gąsienicowe OT-62 TOPAS, które przyjęto do służby w jednostkach walczących na froncie synajskim, używających zdobycznego sprzętu wyprodukowanego w państwach bloku wschodniego.
W latach 80. w Siłach Obronnych Izraela pojawiło się zapotrzebowanie na opancerzone transportery gąsienicowe, które byłyby odporne na ataki granatnikami przeciwpancernymi oraz improwizowanymi ładunkami wybuchowymi. Potrzeba ta była rezultatem doświadczeń I wojny w Libanie . Izraelskie wojsko uznało, że w tamtym okresie żaden transporter dostępny na rynku nie spełniał krajowych oczekiwań. Przedsiębiorstwo NIMDA dokonało więc modyfikacji czołgów Tiran, które pozbawiono wieży czołgowej i dostosowano do potrzeb transportu piechoty. Wzrost ofiar po stronie izraelskiej w przedłużającym się konflikcie sprawił, że wojsko postanowiło wprowadzić do użytku kolejne konstrukcje, stanowiące alternatywę dla transporterów M113. W latach 80. na służbę przyjęto Nagmaszoty – modyfikacje czołgów Szot Kal. Efektem kolejnych prac nad Nagmaszotami były Nagmachony, a w latach 90. – Nakpadony.
W 2004 roku w Strefie Gazy doszło do ataku na transporter M113, w wyniku którego zginęło 11 żołnierzy . Izraelczycy rozważali zakup Strykerów, ale dowództwo zdecydowało, że należy rozpocząć prace nad własnym nowym transporterem, mogącym zapewnić żołnierzom desantu oraz załodze lepszą ochronę w terenie zabudowanym i poza nim. W 2006 roku zaprezentowano pierwszy prototyp Namera na bazie Merkawy Mk 1. Jednak II wojna w Libanie wykazała, że piechota nie może ochraniać czołgów na polu bitwy ze względu na zbyt duże ryzyko strat. Podjęto decyzję, że nowy transporter musi posiadać lepsze opancerzenie oraz zapewniać wysoką przeżywalność żołnierzom. Konstrukcję nowego pojazdu oparto na czołgu Merkawa Mk 4. W 2008 roku Namer został oficjalnie wprowadzony na stan uzbrojenia Sił Obronnych Izraela .
W 2023 roku do służby w izraelskim wojsku przyjęto pierwszy kołowy transporter opancerzony krajowej produkcji – Eitan. Prace nad nim trwały od 2014 roku, a sam pojazd miał stanowić tańszą i bardziej zwrotną alternatywę dla ciężkich gąsienicowych transporterów Namer . W tym samym roku do użytku wprowadzono transporter gąsienicowy Ofek, którego konstrukcję oparto na wycofywanych ze służby Merkawach Mk 1 .

## Lista transporterów

### Transportery kołowe
| Zdjęcie | Nazwa          | Kraj produkcji/modyfikacji | Wersje | Lata służby | Uwagi                                              | Przypis       |
| ------- | -------------- | -------------------------- | ------ | ----------- | -------------------------------------------------- | ------------- |
|         | M3A1 Scout Car | Stany Zjednoczone          |        | 1948–?      |                                                    | [ 3 ]         |
|         | BTR-152        | ZSRR                       |        | 1956–?      | Zdobywane podczas różnych wojen z udziałem Izraela | [ 9 ]         |
|         | BTR-40         | ZSRR                       |        | 1967–?      | Zdobyte podczas wojny sześciodniowej (1967)        | [ 11 ] [ 32 ] |
|         | Eitan          | Izrael                     |        | od 2023     |                                                    | [ 33 ]        |

### Transportery półgąsienicowe i gąsienicowe
| Zdjęcie | Nazwa                            | Kraj produkcji/modyfikacji | Wersje | Lata służby         | Uwagi | Przypis                     |
| ------- | -------------------------------- | -------------------------- | --- | ------------------- | --- | --------------------------- |
|         | Universal Carrier                | Wielka Brytania            | | 1948–?              | Zdobyte w walkach z Egipcjanami podczas wojny o niepodległość Izraela (1948) | [ 34 ]                      |
|         | Loyd Carrier                     | Wielka Brytania            | | 1948–?              | Zdobyte w walkach z Egipcjanami podczas wojny o niepodległość Izraela (1948) | [ 35 ]                      |
|         | Half-tracki: M2 M3 M5 M9 M14 M15 | Stany Zjednoczone          | | 1948–?              | Izraelskie wojsko modyfikowało na różne sposoby posiadane Halftracki poprzez montaż wieżyczek strzelniczych, wkm-ów, armat automatycznych 20 mm, wyrzutni ppk SS.11, moździerzy, radiostacji i anten czy dział ppanc. | [ 5 ] [ 36 ]                |
|         | BTR-50                           | ZSRR                       | | 1967–?              | Zdobyte podczas wojny sześciodniowej (1967) | [ 11 ] [ 12 ]               |
|         | OT-62 TOPAS                      | Czechosłowacja             | | 1973–?              | Zdobyte podczas wojny Jom Kipur (1973), używane na froncie egipskim i syryjskim | [ 16 ]                      |
|         | M113                             | Stany Zjednoczone          | Różne wersje i modyfikacje, m.in.: M113A1 Alfa Bardelas/Zelda Dżiraf Kasman Keszet Machbet MIM-72 Chaparral Urban-Fighter | 1970/1973–?         | | [ 5 ] [ 15 ] [ 37 ] [ 38 ]  |
|         | Achzarit                         | Izrael                     | | od lat 80. XX wieku | Modyfikacja czołgów Tiran 4 i Tiran 5 | [ 39 ]                      |
|         | Nagmaszot                        | Izrael                     | | od lat 80. XX wieku | Modyfikacja czołgów Szot Kal | [ 22 ]                      |
|         | Nagmachon                        | Izrael                     | | od lat 80. XX wieku | Modyfikacje Szotów i Nagmaszotów | [ 22 ]                      |
|         | Nakpadon                         | Izrael                     | | od lat 90. XX wieku | Modyfikacja czołgów Szot i Nagmaszotów | [ 22 ]                      |
|         | Namer                            | Izrael                     | Namer he-Chiluc Namer Handasi Namer Siman 2 Namerbulans                                                                   | od 2008             | | [ 27 ] [ 40 ] [ 41 ] [ 42 ] |
| zdjęcie | Ofek                             | Izrael                     | | od 2023             | Informacje o użyciu pojazdu ujawniono podczas operacji „Żelazne Miecze” w Strefie Gazy w 2023 roku | [ 30 ] [ 31 ]               |